# تهليل (استحسان)

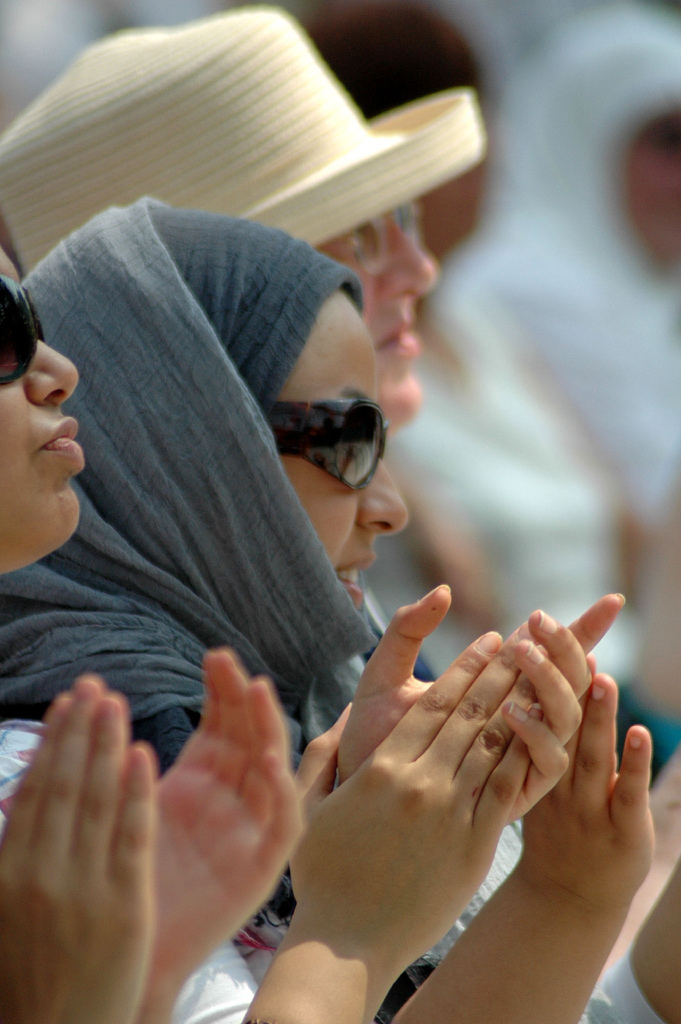
تهليل (تصفيق) الجمهور في مهرجان ليفربول للفنون العربية 2006

التهليل هو في المقام الأول شكل من أشكال التصفيق مع الوقوف أو المدح الذي يُعبّر عنه بالتصفيق أي ضرب راحتي اليدين معًا، من أجل إحداث ضجيج. عادة ما يهلل الجمهور بعد أداء، مثل حفلة موسيقية أو خطاب أو مسرحية ، دليلًا على الاستمتاع والاستحسان.